# Josep Faus i Condomines
Josep Faus i Condomines (Prullans, 16 de febrer de 1866 – Barcelona, 3 d'agost de 1938) fou un jurista català.
Era fill de Ramon Faus i Cerqueda i Maria Condomines Reus, i germà de Joan Faus i Condomines, Conxita Faus i Condomines, Esteve Faus i Condomines (sacerdot, mort a Cuba), Emilia Faus i Condomines i Antoni Faus i Condomines. Fou notari de Guissona i de Barcelona, durant 41 anys. La ciutat de Guissona va dedicar-li un carrer: l'avinguda del Notari Josep Faus.
La casa familiar va ser Cal Piteu (Guissona), recentment convertida en hotel.
Alguns dels seus fills i descendents han estat il·lustres juristes catalans com ara els notaris Ramon Faus i Esteve i Manuel Faus Pujol, o l'advocat Ignasi Faus.

## Obres publicades
És autor de:
- Els capítols matrimonials en la comarca de Guissona (Catalunya Segriana) (1907)
- Del contracte d'empenyament a Catalunya (1913)
- Dret especial de la Segarra (1934)
- Fuentes y bibliografía : conferencias, artículos y trabajos de D. José Faus Condomines, notario que fue de Guissona (Lérida) de 1895 a 1936. Centenario de la Ley del Notariado. Junta de Decanos de los Colegios Notariales de España 1964

La seva obra està en el domini públic en moltes parts del món. A l'estat espanyol entra en domini públic des de l'1 de gener de 2019.